# Projekt 03160 Raptor
Projekt 03160 Raptor (ryska: Раптор) är en rysk fartygsklass om åtta snabbgående patrullbåtar tillverkade av Pella shipyard i Sankt Petersburg.
Den första Raptor-båten sjösattes i juli 2013 och testades i Finska viken under sommaren. Ytterligare tre båtar sjösattes under 2014 och de togs i tjänst i ryska flottan i mars 2015.
Raptor-båtarna har uppenbara likheter med den svenska Stridsbåt 90H. Dockstavarvet har dementerat all inblandning i Projekt 03160. Dockstavarvet har dock sålt en demilitariserad version av stridsbåten kallad Interceptor Craft 16 M till Rysslands gränsbevakning och Raptor antas vara baserad på dessa.
Två av fartygen skadades eller förstördes i Svarta havet genom drönarattacker utförda av Ukraina den 2 maj 2022.